# ŽNK Trnava Goričan
ŽNK Trnava je ženski nogometni klub iz Goričana.

## Povijest
ŽNK Trnava iz Goričana djeluje od 1997. godine u sklopu NK Trnava Goričan, a kao samostalna udruga od 2000. godine.
Klub se trenutačno natječe u 1. HNL za žene.